# Paprotka
Paprotka (Polypodium) – rodzaj roślin należący do rodziny paprotkowatych. Liczba gatunków tu zaliczanych w różnych źródłach i ujęciach systematycznych waha się zazwyczaj od ok. 40 do 100–110. Taksonomiczne bazy danych zaliczają tu 58–59 gatunków zweryfikowanych. Rodzaj jest niemal kosmopolityczny – występuje na wszystkich kontynentach półkuli północnej, poza tym w południowej Afryce oraz w Ameryce Południowej. Największe zróżnicowanie osiąga w strefie międzyzwrotnikowej na kontynentach amerykańskich. We florze Polski występują dwa gatunki – pospolita paprotka zwyczajna P. vulgare i bardzo rzadka paprotka przejściowa P. interjectum oraz mieszaniec między nimi – paprotka mieszańcowa P. ×mantoniae.
Niektóre gatunki uprawiane są jako rośliny ozdobne. Polypodium glycyrrhiza był rośliną jadalną dla Indian. Ten gatunek podobnie jak P. virginianum i paprotka zwyczajna stosowane były także jako rośliny lecznicze. Paprotka zwyczajna wykorzystywana była także do aromatyzowania tytoniu. W kłączach kilku gatunków (m.in. paprotki zwyczajnej) stwierdzono wysokie stężenia fitoekdysonów.

## Systematyka
Jest to jeden z 9 rodzajów w ujęciu systemu PPG I (2016) z podrodziny Polypodioideae Sweet z rodziny paprotkowatych Polypodiaceae. W obrębie podrodziny jest siostrzany względem rodzaju Pleurosoriopsis. W tradycyjnym ujęciu rodzaj miał charakter polifiletyczny i wciąż w XXI wieku korygowano jego ujęcie wyłączając kolejne gatunki do innych rodzajów.
Wykaz gatunków
(gatunki zweryfikowane według Plants of the World Online)

- Polypodium abitaguae Hook.
- Polypodium aequale Maxon
- Polypodium alavae A.R.Sm.
- Polypodium amorphum Suksd.
- Polypodium appalachianum Haufler & Windham
- Polypodium arcanum Maxon
- Polypodium × aztecum Windham & Yatsk.
- Polypodium californicum Kaulf.
- Polypodium calirhiza S.A.Whitmore & A.R.Sm.
- Polypodium cambricum L.
- Polypodium castaneum Maxon ex Tejero
- Polypodium chiapense A.M.Evans & A.R.Sm.
- Polypodium chionolepis Sodiro
- Polypodium chirripoense Lellinger
- Polypodium christensenii Maxon
- Polypodium colpodes Kunze
- Polypodium conterminans Liebm.
- Polypodium diplotrichum Mickel & Beitel
- Polypodium eatonii Baker
- Polypodium echinolepis Fée
- Polypodium ensiforme Thunb.
- Polypodium eperopeutes Mickel & Beitel
- Polypodium exsul Mett.
- Polypodium fauriei Christ
- Polypodium fissidens Maxon
- Polypodium flagellare Christ
- Polypodium × font-queri Rothm.
- Polypodium fraternum Schltdl. & Cham.
- Polypodium glycyrrhiza D.C.Eaton
- Polypodium haitiense Urb.
- Polypodium hesperium Maxon
- Polypodium hispidulum Bartlett
- Polypodium × huancayanum G.Kunkel
- Polypodium × incognitum Cusick
- Polypodium interjectum Shivas – paprotka przejściowa
- Polypodium kamelinii Shmakov
- Polypodium kunzeanum C.Chr.
- Polypodium longipetiolatum  Brade
- Polypodium macaronesicum A.E.Bobrov
- Polypodium × mantoniae Rothm. – paprotka mieszańcowa
- Polypodium martensii Mett.
- Polypodium moricandii Mett.
- Polypodium moritzianum Link
- Polypodium otites L.
- Polypodium oxylepis C.Chr.
- Polypodium pellucidum Kaulf.
- Polypodium pinnatissimum R.C.Moran
- Polypodium plectolepidioid es Rosenst.
- Polypodium plesiosorum Kunze
- Polypodium pleurosorum Kuntze
- Polypodium praetermissum Mickel & Tejero
- Polypodium puberulum Schltdl. & Cham.
- Polypodium quitense Baker
- Polypodium rhodopleuron Kunze
- Polypodium riograndense Lindm.
- Polypodium ryanii Kaulf.
- Polypodium saximontanum Windham
- Polypodium × schneideri G.Schneid.
- Polypodium scouleri Hook. & Grev.
- Polypodium × shivasiae Rothm.
- Polypodium sibiricum Sipliv.
- Polypodium subpetiolatum Hook.
- Polypodium trinitense Jenman
- Polypodium ursipes Moritz
- Polypodium × vianei Shmakov
- Polypodium virginianum L.
- Polypodium vulgare L. – paprotka zwyczajna